# Blackbird
„Blackbird” (srp. Crni kos) je pesma finskog sastava Norma Džon. Dana 21. februara 2016. EMI Finland objavio je pesmu. Predstavljala je Finsku na izboru za Pesmu Evrovizije 2017.

## Spisak pesama
| №  | Naziv | Trajanje |  |
| 1. |       | 3:07     |  |

## Lestvice
| Lestvica (2017) | Pozicija |
| --------------- | -------- |
|                 | 10       |
|                 | 92       |

## Istorija objave
| Regija      | Datum             | Format                | Izdavačka kuća |
| ----------- | ----------------- | --------------------- | -------------- |
| Širom sveta | 21. februar 2017. | Digitalno preuzimanje |                |

## Spoljašnje veze
- Zvanični snimak nastupa na Jutjubu